# ノット
ノット (knot 記号: kn, kt)は、速さの単位であり、1ノットは1時間に1海里 (1852 m) 進む速さである。

## 概要
日本の計量法第5条第2項において、用途を限定する計量単位を「特殊の計量単位」として認めている。ノットはこの「特殊の計量単位」の一つであり、「航海又は航空に係る速さの計量」に限定して使用が認められている。
計量法におけるノットの定義は、「1時間に1852メートルの速さ」すなわち、1時間に1海里進む速さということである。(1852/3600) m/s であり、換算すると、約0.514444 m/s ということになる。ただし、イギリスでの公式の定義では、（正確に）0.51477 m/s である。これは、1海里を1853.184 m（6080 国際フィート）とし、これを3600秒で除した値を小数5桁に丸めたものである。
ノットは現在も船舶や航空機の速度をあらわす単位としてよく用いられている。これは海図上や航空図上で距離を測るには緯度1分に相当する海里を用いて計算するほうが容易であり、したがって速度もノットを用いる方が便利であるためである。ノットを使用する際には、SI単位（この場合はキロメートル毎時 (km/h) など）との対応関係を示す必要がある。

## 国際単位系 (SI) における位置付け
ノットは、現在の国際単位系 (SI) の国際文書（第9版、2019年）においては、「その他の非SI単位」としても認められていない。かつては（2006年から2019年まで）、国際単位系(SI)の文書である国際文書第8版 (2006)において「表8　その他の非SI単位」の一つとして掲げられていた。

## ノットの記号
ノットの単位記号には、国際的に合意された記号はないが、kn がよく使われる。ただし、日本の計量法では、単位記号は「kt」と定められている。
かつては漢字で"節"という表記が用いられたことがある。しかし、この漢字表記は計量法では認められていない。

## かつての定義など
かつては海里の定義が様々に異なっていたので、ノットの定義も異なっていたが、現在では国際海里を基にしたものにほぼ統一されている。
国際海里は1929年に定められたが、アメリカは1954年まで1海里 = 正確に6080.20 測量フィート = 約1853.248 666メートル、イギリスは1970年まで1海里 = 正確に6080 国際フィート = 正確に1853.184メートルという定義を使っていた（この値は現在でも、イギリスの公式のノットの定義の算出に用いられている）。

## 起源
ノットという言葉は英語で「結び目」を意味する。
大航海時代、船の緯度を知るには時計と太陽の高度を、経度を知るためには速度を計測する必要があった。
当初、船の船首から丸太 (log) を投げ込み、船尾までの時間を砂時計で計り、進行速度の記録としたが船によってマチマチで経験豊富な航海長が必要であったし、夜や嵐の最中では計測不能と言う欠点があった。そこで、ロープの先端に丸太や板をしばり、ロープに一定の間隔で結び目を作り、丸太や板を海に投げ込んでから一定時間の間に結び目がいくつ手の中を通過するかをカウントして記録するようになった。結び目は「ノット」(knot) なので、この語が速度の語源になった。ちなみに、英語では2以上は two knots, three knots のように「ノッツ」になるが、日本語では常に単数形の「ノット」を使う。なお、1 NM（海里）は緯度の 1 分の距離であるので、どの緯度であっても地図とディバイダがあれば計算できる。
速度計の登場以前においては「ハンドログ」という器具を用いて「28秒砂時計の砂が落ちきる前にロープの等間隔の結び目 (knot) をいくつ繰り出したか」で速度を測っていた。結び目と結び目との間は 15.4 mであった。
目立った目印のない海上や空中では、自船の位置は進行する方位と速さを求め、その速度で航行した時間を用いて把握していた。1 海里は緯度 1 分に相当する平均的な子午線弧の長さに等しいことから、海図上では非常に分かりやすい単位となる。このため、海里を単位に含むノットは、船舶や航空機でよく使用されることとなった。
航海・航空分野以外でも、気象観測における風速の単位として使われることがある。例えば、国際的な海上気象データの収集・保管には、ノットが現在も使用されている。

## 換算
|        | メートル毎秒 （SI単位） | キロメートル毎時 | ノット       | マイル毎時    | フィート毎秒  |
| ------ | ----------------------- | ---------------- | ------------ | ------------- | ------------- |
| 1 m/s  | = 1 m/s                 | = 3.6 km/h       | ≈ 1.9438 kt  | ≈ 2.2369 mph  | ≈ 3.2808 fps  |
| 1 km/h | ≈ 0.27778 m/s           | = 1 km/h         | ≈ 0.53996 kt | ≈ 0.62137 mph | ≈ 0.91134 fps |
| 1 kt   | ≈ 0.51444 m/s           | = 1.852 km/h     | = 1 海里/h   | ≈ 1.1508 mph  | ≈ 1.6878 fps  |
| 1 mph  | = 0.44704 m/s           | = 1.609344 km/h  | ≈ 0.8690 kt  | = 1 mi/h      | ≈ 1.4667 fps  |
| 1 fps  | = 0.3048 m/s            | = 1.09728 km/h   | ≈ 0.59248 kt | ≈ 0.68181 mph | = 1 ft/s      |

### 簡便な換算
1ノットは、約0.514 m/s なので、概数として、1ノットの2倍が 1 m/s であるとして、簡便に換算することが多い。さらに、1ノットを1.9 km/h、1海里を 1.9kmとして簡便に換算されることもある。
例えば、
- 10ノット → 約5 m/s
- 10ノット → 約19 km/h  （10海里 → 約19 km）

## 符号位置
| 記号 | Unicode | JIS X 0213 | 文字参照          | 名称      |
| ---- | ------- | ---------- | ----------------- | --------- |
| ㏏   | U+33CF  | -          | &#x33CF; &#13263; | SQUARE KT |